# 四季の湯温泉
四季の湯温泉（ときのゆおんせん）は、埼玉県熊谷市にある温泉。国営武蔵丘陵森林公園近くに位置する。

## 泉質
- ナトリウム―塩化物泉（高張性・弱アルカリ性温泉）
  - 泉温　27.3℃

## 温泉街
温泉街は存在しない。熊谷市郊外の森林地帯にある宿泊施設「四季の湯温泉　ヘリテイジリゾート」の敷地内で湧出している温泉。
日帰り入浴可能。ホテル内には、スポーツ施設や首都圏最大級の露天風呂を持つ他、全国的に珍しい水着着用の混浴ゾーンがある。

## 歴史
1996年（平成8年）7月　- 開業。

## アクセス
- 東武鉄道東武東上線・森林公園駅より、花園観光バスのふかや花園プレミアム・アウトレット行きで約20分、「四季の湯温泉ホテルヘリテイジ」停留所下車（ホテル前に乗り入れ）[1]。

- 関越自動車道東松山ICより、車で15分。